# دوک‌نشین بایرن
دوک‌نشین بایرن (به آلمانی: Herzogtum Bayern) یک دوک‌نشین در آلمان بود.

## پیشینهٔ تاریخی
دوک‌نشین بایرن قلمرو دوک بایرن بود. از قرن ششم تا قرن هشتم میلادی یک منطقهٔ مرزی در بخش جنوب شرقی از پادشاهی مروونژی‌ها بود که توسط دوک‌های بایرن و تحت سیادت فرانک‌ها اداره می‌گردید. در اواخر قرن نهم یک دوک‌نشین جدید از همین منطقه و از بطن آن ایجاد گردید که یکی از دوک‌نشین‌های پادشاهی آلمان و امپراتوری مقدس روم بود.
بین سال‌های ۱۰۷۰ تا ۱۱۸۰ میلادی امپراتور از مخالفان عمدهٔ بایرن بود و به خصوص از جانب دودمان ولف، در درگیری‌های نهایی که بین هاینریش شیر و فریدریش بارباروسا صورت گرفت، فریدریش پیروز شد و هنری را از تیول‌داری عزل کرد. بایرن پس از آن به دودمان ویتلسباخ تعلق گرفت که تا سال ۱۹۱۸ آن را در اختیار داشتند.